# Орловка (Кулундинський район)
Орло́вка (рос. Орловка) — село у складі Кулундинського району Алтайського краю, Росія. Входить до складу Октябрської сільської ради.

## Населення
Населення — 112 осіб (2010; 150 у 2002).
Національний склад (станом на 2002 рік):
- росіяни — 73 %